# 스웰 시즌
스웰 시즌 (The Swell Season)은 아일랜드의 음악가 글렌 한사드와 체코의 가수이자 피아니스트 마르케타 이르글로바가 결성한 포크 록 듀오이다. 스웰 시즌이란 이름은 한사드가 좋아한 소설, 요제프 쉬크보레츠키의 "The Swell Season" 로부터 유래했다. 그들의 데뷔 앨범 또한 같은 이름으로 발매되었다.
2007년 영화 원스의 주연을 맡고 유명해진 후, 2008년 합동 공연에서 공식적인 명칭으로 명확해질때까지 공연에 앞서 가끔씩 그들자신을 "The Swell Season"이란 이름으로 소개했다. (2007년 영화 아임 낫 데어의 사운드트랙에 참여하였을 때 앨범 커버에 The Swell Season이란 이름을 싣지 않고 각자의 이름을 사용했었다.)

## 앨범
- 《The Swell Season》(2006년)
- 영화《원스》사운드트랙 (2007년)
- 《Strict Joy》(2009년)

## 수상
- 제80회 《아카데미상》- 주제가상[1]

## 내한 공연
- KBS 라디오 《유희열의 라디오천국》(2009년 1월 16일)[2]
- 서울세종문화회관 대극장 (2009년 1월 17일, 1월 18일)[3]
- 제3회 서울 재즈페스티벌 (2009년 5월 15일)[4]
- SBS TV 《김정은의 초콜릿》출연 (2009년 5월 16일)[4]
- 서울 올림픽공원 올림픽 홀 (2010년 4월 7일)[1]
- MBC FM4U 타블로와 꿈꾸는 라디오 출연(2015-01-08)
- 서울세종문화회관 대극장 (2009년 1월 17일, 1월 18일)[3]
- 서울세종문화회관 대극장 (2015년 1월 10일, 1월 11일)[5]

## 참고
1. 1 2  이재훈 (2010년 4월 8일). “영화 '원스' 주인공 '스웰시즌'에 물들다”. 뉴시스. 2010년 5월 18일에 확인함.[깨진 링크(과거 내용 찾기)]
2. ↑  길혜성 (2009년 1월 16일). “'원스' 주인공 스웰시즌, 16일 유희열 라디오 출연”. 머니투데이. 2010년 5월 20일에 확인함.
3. 1 2  고경석 (2009년 1월 18일). “'원스'의 선율, 서울의 밤을 감동으로 적시다”. 아시아경제. 2010년 5월 18일에 확인함.
4. 1 2  박세연 (2009년 5월 17일). “‘원스’ 스웰시즌 “한국TV 첫출연..열광적 독특한 경험” 초콜릿출연 소감고백”. 뉴스엔. 2010년 5월 18일에 확인함.
5. ↑  이재훈 (2015년 1월 11일). “[리뷰]스웰시즌, 힐링이란 이런 것…5년 만에 내한공연”. 《뉴시스》. 2020년 5월 26일에 확인함.